# La Rete (partito politico)
La Rete (ufficialmente: Movimento per la Democrazia - La Rete; successivamente: La Rete per il Partito Democratico) è stato un partito politico italiano di sinistra, attivo dal 1991 al 1999, con una forte caratterizzazione antimafia.
Fu fondato a Roma il 24 gennaio 1991 da Leoluca Orlando, Nando dalla Chiesa, Claudio Fava, Alfredo Galasso, Carmine Mancuso e Diego Novelli, come aggregazione tra forze cattoliche e forze di sinistra, e concepito come movimento a termine.
Alle politiche del 1994 si presentò nell'Alleanza dei Progressisti, mentre dal 1996 aderì alla coalizione dell'Ulivo.
Il movimento confluì, infine, ne I Democratici il 27 febbraio 1999.

## Storia

### Le premesse: la primavera di Palermo

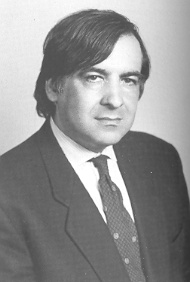
Leoluca Orlando, fondatore e presidente del partito nel 1992

Leoluca Orlando, esponente siciliano della sinistra democristiana e sindaco di Palermo dal 1985 grazie al sostegno di uno dei leader delle corrente morotea in Sicilia, Sergio Mattarella, fratello di Piersanti di cui Orlando era stato collaboratore alla regione siciliana, fu il principale promotore della primavera di Palermo, l'esperienza amministrativa ispirata alle idee del gesuita Ennio Pintacuda durante la quale, a partire dal 15 agosto 1987, Orlando dette vita alla prima «giunta anomala», il cosiddetto pentacolore, con una maggioranza costituita dalla DC, dalla Sinistra indipendente, dai Verdi, dai Socialdemocratici e dalla lista civica cattolica di «Città per l'Uomo», lasciando all'opposizione il Partito Socialista, i liberali, i repubblicani, ed emarginando le correnti più conservatrici della DC.
Il 15 aprile 1989 la maggioranza fu allargata anche al Partito Comunista Italiano, che entrò, per la prima volta nella sua storia, nel governo della città. L'ingresso del PCI accese lo scontro tra Orlando e il proprio partito, in particolare con la destra andreottiana che lo costrinse il 24 gennaio 1990 a dimettersi da sindaco, rimanendo dimissionario fino al maggio 1990. Alle elezioni successive, tenute il 6 e 7 maggio 1990, nonostante Giulio Andreotti avesse invitato pubblicamente in tv a non votare per Orlando che era capolista, l'affermazione personale alle urne del sindaco dimissionario fu determinante per il successo del partito. Ma non bastò, tanto che nell'agosto 1990 i vertici della DC, insieme alla corrente di sinistra demitiana, elessero in consiglio comunale come nuovo sindaco di Palermo il gavianeo Domenico Lo Vasco, preferito a Orlando, nonostante quest'ultimo fosse stato rieletto con oltre 60 000 voti di preferenza.
L'imminente spaccatura tra Orlando e il suo partito non era ancora consumata, quando nell'agosto del 1990 Orlando partecipò a Brentonico, in Trentino, a un incontro organizzato dalla Rosa Bianca, associazione politica che raggruppa militanti del mondo cattolico schierati in maniera trasversale nei partiti di sinistra. Negli stessi giorni, Lorenzo Dellai organizzò a Trento quello che è considerato una delle prime riunioni organizzative dei seguaci di Orlando, «una rete di presenze che si riconoscono nella tradizione cattolico-democratica» volta, a detta del suo ideatore, a «spezzare l'inganno per cui la DC chiede il consenso di milioni di cattolici progressisti per poi fare una politica conservatrice». Il 5 novembre Orlando annunciò che avrebbe lasciato la DC per fare de La Rete un nuovo partito, aperto a tutte le forze progressiste di sinistra che si riconoscessero nei valori della legalità e nella lotta alla mafia.

### La fondazione del movimento
(Giorgio Battistini, Repubblica, 1991)
Il 24 gennaio 1991 fu annunciata ufficialmente a Roma la nascita del Movimento per la Democrazia - La Rete, ma simbolicamente il gruppo dirigente, che comprendeva politici di differente estrazione politica e culturale all'interno del recinto della sinistra, preferì costituire la Rete in sede notarile il successivo 21 marzo, primo giorno di primavera. I cinque firmatari del manifesto costitutivo furono Leoluca Orlando, Carmine Mancuso, Nando dalla Chiesa, Diego Novelli e Alfredo Galasso. Mentre i componenti del comitato promotore furono Claudio Fava, Laura Rozza Giuntella, Letizia Battaglia, Angelo Tartaglia, Vincenzo Passerini, Marco Bardesono.
Il 9 marzo a Roma Orlando, Diego Novelli e Alfredo Galasso presentarono ufficialmente il nuovo partito.
La prima sede nazionale fu in via Federico Cesi a Roma, nel quartiere Prati, mentre per le riunioni e i primi incontri pubblici furono inizialmente utilizzati i locali della vicina chiesa Valdese.
Poco dopo iniziò la campagna elettorale per le elezioni regionali siciliane. Per l'occasione Orlando fu capolista a Palermo e in altre quattro province, seguirono esponenti dell'antimafia siciliana: a Catania Claudio Fava; ad Agrigento Giuseppe Livatino, fratello del giudice assassinato Rosario; a Palermo Carmine Mancuso, ispettore di Polizia presidente del coordinamento antimafia.
La Rete ottenne così 211 423 voti, pari al 7,3%, di cui 101 585 preferenze solo per Orlando nel palermitano. A Palermo la Rete col 26% diventò il secondo partito. All'Assemblea Regionale Siciliana la Rete ottenne cinque seggi: Orlando, Mancuso, Letizia Battaglia, Franco Piro (tutti e quattro eletti a Palermo) e Fava (a Catania).
Dal 22 al 24 novembre si svolse a Firenze la prima assemblea nazionale retina con 505 delegati in rappresentanza di 15 000 iscritti, "trasversali per scelta e convinzione, raccogliendo ideali cattolici e idealità progressiste della sinistra tradizionale, intransigenze laiche ma anche attenzioni radicali e ambientaliste".
Il movimento diventò così un "intreccio tra identità diverse", convergenza di gruppi di varia estrazione politica, dalla sinistra democristiana, da indipendenti dell'area comunista, dalla sinistra laica, da esponenti della società civile e del mondo ambientalista.
Il 7 febbraio 1992 venne presentato il simbolo per le elezioni politiche: sette volti stilizzati di persone sorridenti su fondo rosso. Così facendo, spiegò Orlando, «il nostro è l'unico simbolo con la gente dentro». Elesse 12 deputati e 3 senatori.
La Rete ebbe una forte caratterizzazione antimafia e anti-corruzione, lasciando libertà di scelta sulle questioni etiche della sfera personale, come l'aborto.
Nato come «movimento politico con durata limitata» a partire dal 1994 diversi esponenti lasciarono il movimento in polemica con Orlando. Nando dalla Chiesa dichiarò pubblicamente di lasciare la Rete, non riconoscendosi più nel suo progetto politico. Lo seguì a ruota Claudio Fava, che accusò Orlando di voler puntare troppo sul voto moderato, all'interno del recinto di matrice cattolica, e aderì a Italia Democratica appena fondata da Nando dalla Chiesa. Nel 1995, fu il turno del senatore Carmine Mancuso che passò dal gruppo Verdi-Rete a quello di Forza Italia, pur "considerando se stesso ancora un uomo di sinistra", e aderì a Italia Democratica appena fondata da Nando dalla Chiesa.
Il 15 dicembre 1996 mutò nome in La Rete per il Partito Democratico. Suo ultimo coordinatore nazionale fu Franco Piro. Il partito confluì ne I Democratici il 27 febbraio 1999.
Il 21 marzo 2011 Leoluca Orlando, a 12 anni dalla fine dell'esperienza retina, ha dato vita a un nuovo soggetto politico, La Rete 2018, che in occasione delle elezioni politiche del 2013 sostiene Rivoluzione Civile.

### Rappresentanza politica
È stato rappresentato in Parlamento e in numerose assemblee locali. Ottenne buoni risultati alle elezioni regionali siciliane del 16-17 giugno 1991 (7,3% dei voti e 5 deputati eletti) e nelle elezioni politiche del 1992 dove ottenne l'1,86% alla Camera dei Deputati (Diego Novelli, Carlo Palermo, Laura Rozza Giuntella, Rino Piscitello, Paolo Bertezzolo, Antonio Borruso, Nando Dalla Chiesa, Claudio Fava, Alfredo Galasso, Giuseppe Gambale, Gaspare Nuccio, Salvatore Pollichino, Paolo Prodi) e lo 0,72% al Senato (Carmine Mancuso, Girolamo Cannariato, Vito Ferrara), dove formò il Gruppo Verdi - La Rete con presidente Carla Rocchi e vicepresidente Carmine Mancuso.
Un nuovo successo venne conseguito alle elezioni comunali a Palermo del 1993, nelle quali Leoluca Orlando fu eletto al primo turno, mentre Giorgio Chinnici assunse la carica di Presidente del Consiglio comunale. Notevoli i risultati ottenuti anche nelle altre provincie siciliane, in particolare nel catanese dove furono eletti tra gli altri Paolo Castorina sindaco ad Acicastello, Graziella Ligresti sindaco a Paternò, Carmelo Milazzo Presidente del Consiglio comunale di Catania. In occasione delle elezioni politiche del 1994 entrò a far parte della coalizione dei Progressisti, eleggendo 8 deputati (Franco Danieli, Michele Del Gaudio, Giuseppe Gambale, Carmelo Incorvaia, Giuseppe Lumia, Francesco Manganelli, Diego Novelli e Giuseppe Scozzari) e 6 senatori (Bruno de Maio, Anna Maria Abramonte, Giovanni Campo, Pietro Cangelosi, Carmine Mancuso, eletti in Sicilia, nonché Francesco de Notaris, eletto in Campania).
In occasione delle elezioni politiche del 1996, La Rete avrebbe dovuto presentarsi insieme alla Federazione dei Verdi, con la quale aveva già iniziato un percorso federativo attraverso la costituzione di un gruppo unitario al Senato. L'accordo, tuttavia, non fu concluso; la rottura si riflesse anche nella decisione, promossa dalla Rete, di porre fine al gruppo unitario. Fu così che la Rete presentò candidati propri all'interno della coalizione del L'Ulivo, ottenendo cinque deputati (Rino Piscitello, Giuseppe Scozzari, Franco Danieli, Diego Novelli e Giuseppe Gambale) e un senatore (Mario Occhipinti).
Alle elezioni regionali siciliane di poco successive ottenne il 3,6% e tre deputati regionali. Il 15 dicembre 1996 mutò nome in "La Rete per il Partito Democratico"e confluì ne I Democratici il 27 febbraio 1999, non avendo più, da allora, una sua rappresentanza istituzionale autonoma e distinta.

## Esponenti de La Rete
- Letizia Battaglia
- Giovanni Campo
- Girolamo Cannariato
- Antonino Caponnetto
- Nando dalla Chiesa
- Marco Damilano
- Franco Danieli
- Francesco de Notaris
- Claudio Fava
- Alfredo Galasso
- Giuseppe Gambale
- Raniero La Valle
- Carmine Mancuso
- Diego Novelli
- Mario Occhipinti
- Leoluca Orlando
- Carlo Palermo
- Maria Cristina Perugia
- Ennio Pintacuda
- Francesco Piro
- Rino Piscitello
- Paolo Prodi
- Giuseppe Scozzari
- Laura Rozza
- Marilena Samperi
- Alessandra Siragusa

## Assemblee Nazionali
- I Assemblea nazionale (Assemblea costitutiva) - Firenze, 22-24 novembre 1991
- II Assemblea - Perugia, 20-22 novembre 1992[41]
- III Assemblea - 1993
- IV Assemblea - 1994
- V Assemblea - 1995
- VI Assemblea - Roma 14-15 dicembre 1996
- VII Assemblea - 1997

## Congressi Nazionali
- Congresso Nazionale - Palermo, 6-8 novembre 1998

## Risultati elettorali
| Elezione | Elezione     | Voti                           | %                              | Seggi |
| --- | ------------ | ------------------------------ | ------------------------------ | ----- |
| Politiche 1992 | Camera       | 730 293                        | 1,86                           | 12    |
| Politiche 1992 | Senato       | 239 868                        | 0,72                           | 3     |
| Politiche 1994 | Camera       | 719 841                        | 1,86                           | 8     |
| Politiche 1994 | Senato a     | Nell'Alleanza dei Progressisti | Nell'Alleanza dei Progressisti | 6     |
| Europee 1994 | Europee 1994 | 366 393                        | 1,11                           | 1     |
| Politiche 1996 | Camera       | Nell'Ulivo                     | Nell'Ulivo                     | 5     |
| Politiche 1996 | Senato       | Nell'Ulivo                     | Nell'Ulivo                     | 1     |
| a In Sardegna il partito si presentò autonomamente con proprie liste, in concorrenza coi Progressisti, ottenendo 12 560 voti (l'1,47% su base regionale) e nessun eletto. |              |                                |                                |       |